# Znaki bezpieczeństwa

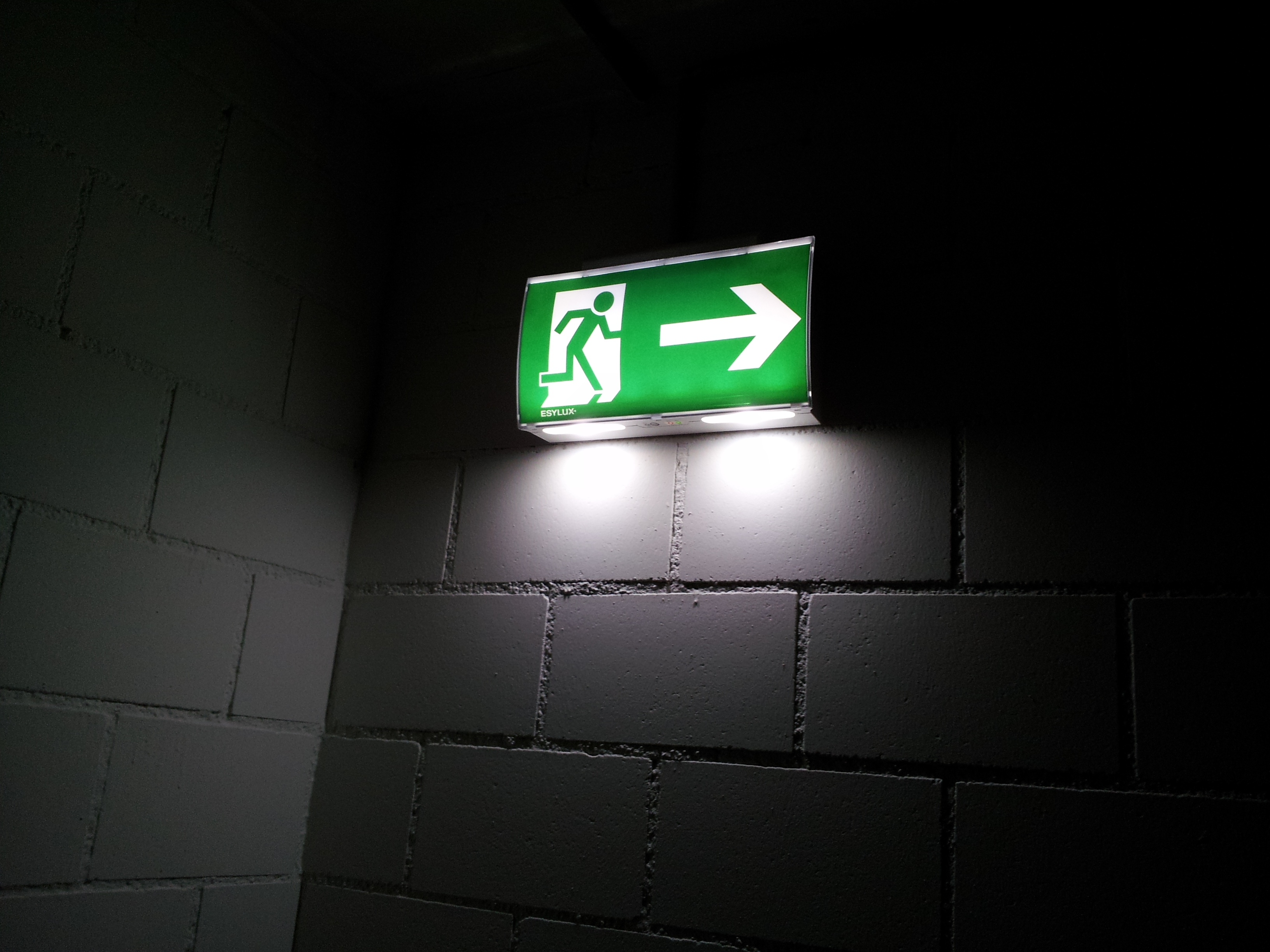
Podświetlony znak wskazujący drogę do wyjścia ewakuacyjnego

Znaki bezpieczeństwa – zestaw symboli dotyczących przestrzegania zasad bezpieczeństwa i higieny stosowany w miejscach użyteczności publicznej i w zakładach pracy. Wzory i zasady stosowania znaków bezpieczeństwa regulują normy krajowe i międzynarodowe, w Polsce odpowiednie Polskie Normy wprowadzone w latach 90. oparte m.in. na międzynarodowych normach ISO.

## Wykaz znaków uwzględnionych w Polskich Normach

### Znaki ochrony przeciwpożarowej
Zestawienie znaków:
| Znaki przeciwpożarowe |                                                                                       |                                       |                             |         |                    |
|                       |                                                                                       |                                       |                             |         |                    |
| Uruchamianie ręczne   | Alarmowy sygnalizator akustyczny                                                      | Telefon do użycia w stanie zagrożenia | Zestaw sprzętu pożarniczego | Gaśnica | Hydrant wewnętrzny |
|                       |                                                                                       |                                       |                             |         |                    |
| Drabina pożarowa      | Kierunek do miejsca rozmieszczenia sprzętu pożarniczego lub urządzenia ostrzegającego | Drzwi przeciwpożarowe zamykać!        |                             |         |                    |

### Znaki ewakuacyjne
Zestawienie znaków:
| Urządzenia sygnalizacji pożarowej i sterowania ręcznego |                      |                                                                            |                                                                             |                                        |                                                       |
|                                                         |                      |                                                                            |                                                                             |                                        |                                                       |
| Kierunek drogi ewakuacyjnej                             | Wyjście ewakuacyjne  | Drzwi ewakuacyjne                                                          | Przesunąć w celu otwarcia                                                   | Kierunek do wyjścia drogi ewakuacyjnej | Kierunek do wyjścia drogi ewakuacyjnej schodami w dół |
|                                                         |                      |                                                                            |                                                                             |                                        |                                                       |
| Kierunek do wyjścia drogi ewakuacyjnej schodami w górę  | Pchać, aby otworzyć  | Ciągnąć, aby otworzyć                                                      | Stłuc, aby uzyskać dostęp                                                   | Pierwsza pomoc medyczna                | Prysznic bezpieczeństwa                               |
|                                                         |                      |                                                                            |                                                                             |                                        |                                                       |
| Prysznic do przemywania oczu                            | Nosze                | Zatrzymanie awaryjne                                                       | Telefon awaryjny                                                            | Wyjście EXIT                           | Okno ewakuacyjne                                      |
|                                                         |                      |                                                                            |                                                                             |                                        |                                                       |
| Pojemnik z maskami ucieczkowymi                         | Rękaw ratowniczy     | Drabina ewakuacyjna                                                        | Klucz do wyjścia ewakuacyjnego                                              | Uwaga próg                             | Uwaga niski strop                                     |
|                                                         |                      |                                                                            |                                                                             |                                        |                                                       |
| Uwaga stopień                                           | Uwaga! Strome schody | Wejście                                                                    | Nie korzystać z windy w razie pożaru                                        | Rejon bez wyjścia ewakuacyjnego        | Droga ewakuacyjna                                     |
|                                                         |                      |                                                                            |                                                                             |                                        |                                                       |
| Do schronu                                              | Wyjście              | Kierunek do wyjścia drogi ewakuacyjnej dla niepełnosprawnych w lewą stronę | Kierunek do wyjścia drogi ewakuacyjnej dla niepełnosprawnych w prawą stronę | Klamka                                 | Miejsce zbiórki do ewakuacji                          |
|                                                         |                      |                                                                            |                                                                             |                                        |                                                       |
|                                                         |                      |                                                                            |                                                                             |                                        |                                                       |

### Znaki ochrony i higieny pracy
Zestawienie znaków:
| Znaki zakazu                                                     |                                                                        |                                                  |                                                                             |                                                              |                                                        |
|                                                                  |                                                                        |                                                  |                                                                             |                                                              |                                                        |
| Ogólny znak zakazu                                               | Zakaz przejścia                                                        | Zakaz picia wody (woda niezdatna do picia)       | Zakaz ruchu urządzeń do transportu poziomego                                | Zakaz wstępu ze zwierzętami                                  | Nieupoważnionym wstęp wzbroniony                       |
|                                                                  |                                                                        |                                                  |                                                                             |                                                              |                                                        |
| Zakaz używania drabiny                                           | Zakaz uruchamiania maszyny (urządzenia)                                | Zakaz gaszenia wodą                              | Palenie tytoniu zabronione                                                  | Zakaz używania otwartego ognia – Palenie tytoniu zabronione  | Nie zastawiać                                          |
| Znaki ostrzegawcze                                               |                                                                        |                                                  |                                                                             |                                                              |                                                        |
|                                                                  |                                                                        |                                                  |                                                                             |                                                              |                                                        |
| Ogólny znak ostrzegawczy (ostrzeżenie, ryzyko niebezpieczeństwa) | Ostrzeżenie przed niebezpieczeństwem zatrucia substancjami toksycznymi | Ostrzeżenie przed substancjami żrącymi           | Ostrzeżenie przed substancjami radioaktywnymi i promieniowaniem jonizującym | Ostrzeżenie przed wiszącymi przedmiotami (wiszącym ciężarem) | Ostrzeżenie przed urządzeniami do transportu poziomego |
|                                                                  |                                                                        |                                                  |                                                                             |                                                              |                                                        |
| Ostrzeżenie przed porażeniem prądem elektrycznym                 | Ostrzeżenie przed promieniami laserowymi                               | Uwaga zły pies                                   | Ostrzeżenie przed kruchym dachem                                            | Ostrzeżenie przed niebezpieczeństwem uszkodzenia głowy       | Ostrzeżenie przed ograniczeniem wysokości              |
|                                                                  |                                                                        |                                                  |                                                                             |                                                              |                                                        |
| Ostrzeżenie przed niebezpieczeństwem potknięcia się              | Ostrzeżenie przed śliską nawierzchnią                                  | Ostrzeżenie przed silnym polem magnetycznym      | Ostrzeżenie przed skażeniem biologicznym                                    | Ostrzeżenie przed gorącą powierzchnią                        | Ostrzeżenie przed sprzętem uruchamianym zdalnie        |
|                                                                  |                                                                        |                                                  |                                                                             |                                                              |                                                        |
| Ostrzeżenie przed wyciekiem baterii                              | Niebezpieczeństwo pożaru – Materiały łatwo zapalne                     | Niebezpieczeństwo pożaru – Materiały utleniające | Niebezpieczeństwo wybuchu – Materiały wybuchowe                             |                                                              |                                                        |
| Znaki nakazu                                                     |                                                                        |                                                  |                                                                             |                                                              |                                                        |
|                                                                  |                                                                        |                                                  |                                                                             |                                                              |                                                        |
| Ogólny znak nakazu                                               | Nakaz stosowania ochrony oczu                                          | Nakaz stosowania ochrony głowy                   | Nakaz stosowania ochrony słuchu                                             | Nakaz stosowania ochrony dróg oddechowych                    | Nakaz stosowania ochrony stóp                          |
|                                                                  |                                                                        |                                                  |                                                                             |                                                              |                                                        |
| Nakaz stosowania ochrony rąk                                     | Nakaz stosowania osłony twarzy                                         | Nakaz używania sygnału                           | Nakaz używania sprzętu chroniącego przed upadkiem z wysokości               | Nakaz umycia rąk                                             | Nakaz przechodzenia w oznakowanym miejscu              |
|                                                                  |                                                                        |                                                  |                                                                             |                                                              |                                                        |
| Nakaz stosowania osłony nastawnej                                | Nakaz stosowania osłony                                                | Nakaz stosowania zamknięcia                      |                                                                             |                                                              |                                                        |
| Znaki informacyjne                                               |                                                                        |                                                  |                                                                             |                                                              |                                                        |
|                                                                  |                                                                        |                                                  |                                                                             |                                                              |                                                        |
| Pierwsza pomoc medyczna                                          | Prysznic bezpieczeństwa                                                | Prysznic do przemywania oczu                     | Nosze                                                                       | Zatrzymanie awaryjne                                         | Telefon awaryjny                                       |